# 徐灏
徐灏（1919年—1999年），原名文浩，男，江苏江阴人，中国机械学家，曾任东北工学院教授、博士生导师。